# Erdnussbecken

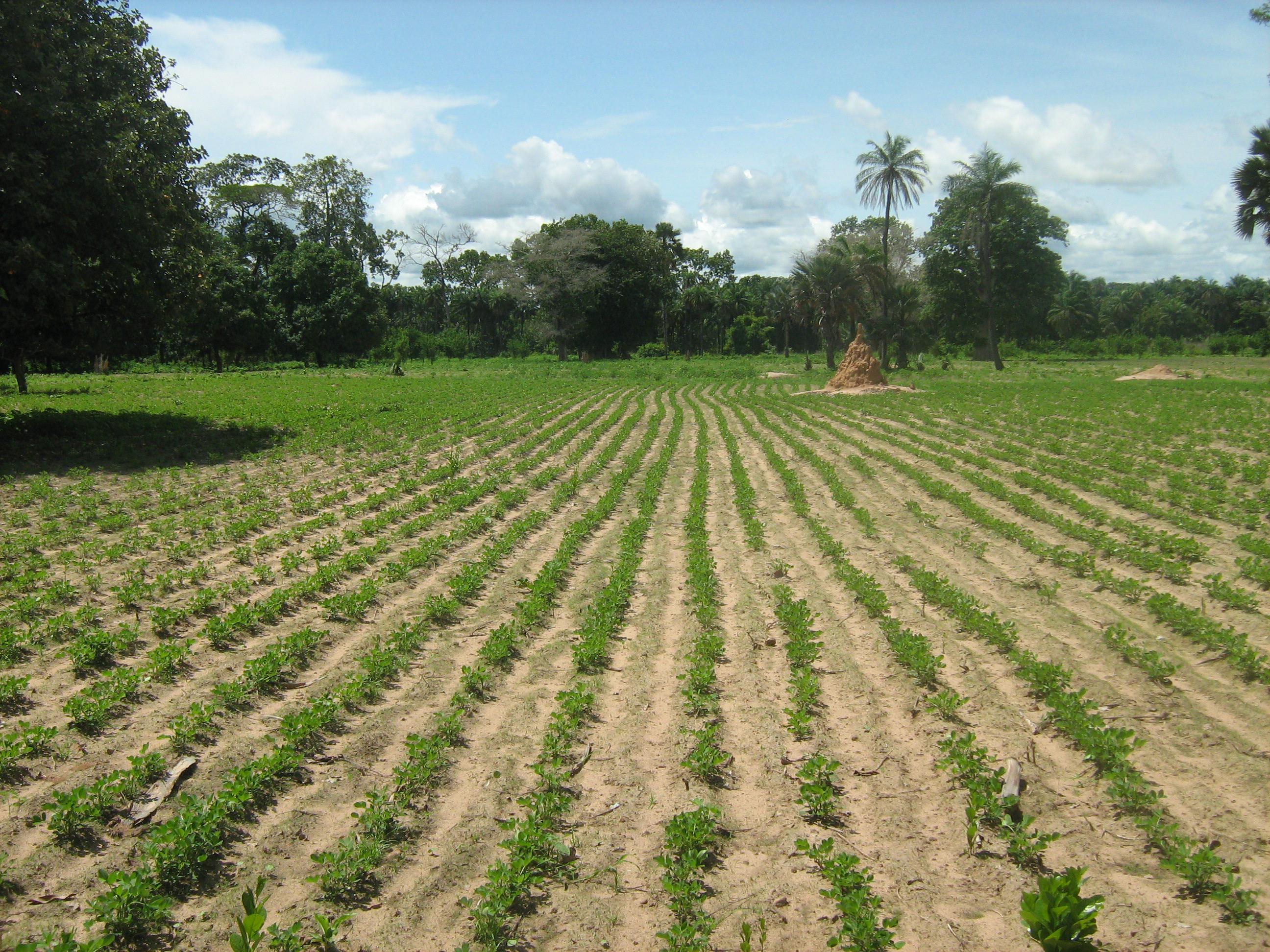
Erdnussanbau in der Casamance

Das Erdnussbecken (le bassin arachidier) ist ein wichtiger ökogeographischer Naturraum im westafrikanischen Staat Senegal, der dem dort seit der französischen Kolonialzeit betriebenen Erdnussanbau seinen Namen verdankt.
Das nicht unbedingt als Becken im geologischen Sinn zu verstehende Gebiet im Westen und in der Mitte des Senegal nimmt als Naturraum eine Fläche von 46.367 km² ein. Das ist knapp ein Viertel der Gesamtfläche Senegals.
Vollständig zum Erdnussbecken zählen die Regionen Diourbel, Fatick, Kaffrine und Kaolack sowie Teile der Regionen Louga und Thiès, ausgenommen das zur Ferlo gehörende Département Linguère im Osten und im Westen die Grande-Côte mit den Feuchtgebieten der Zone des Niayes.
Die wirtschaftlich erfolgreiche Nutzung der größtenteils fern von Seehäfen gelegenen Gebiete für den Erdnussanbau wurde erst möglich durch den Ausbau des Netzes der Bahnstrecke Dakar–Niger.

## Entwicklung des Erdnussanbaus
Der Erdnussanbau hat eine Tendenz zur Ausweitung nach Süden und Osten. In der Casamance und in großen Teilen der Region Tambacounda hat der Flächenanteil schon mittleren Umfang erreicht. Hingegen ist das Gebiet mit starkem Anteil an landwirtschaftlichen Flächen innerhalb von hundert Jahren von Norden nach Süden gewandert. Während anfangs das Gebiet im Westen zwischen Louga und Mbour den Schwerpunkt bildete, liegt dieser nun im Süden rings um die gambische Grenze zwischen Nioro du Rip und Koumpentoum, im Forêt de Pata bei Kolda sowie entlang der großen Flussmündungen von Saloum und Casamance.
Einen Höhepunkt hatte der Erdnussanbau in den 1970er Jahren. Im Jahr 1976 stieg die geerntete Fläche auf 13.460 km² und im Jahr 1975 wurden 1.444.093 Tonnen geerntet. Seitdem gab es einen Rückgang bei der geernteten Fläche bis 2003 auf 5248 km² und bei der Erntemenge bis 2002 auf gerade noch 260.723 Tonnen. Die Jahresergebnisse unterlagen dabei teilweise erheblichen Schwankungen von Jahr zu Jahr, nicht zuletzt wegen der sehr unterschiedlichen Ergiebigkeit der jährlichen Regenzeit. Seit den Jahren 2002/2003 ist wieder ein Anstieg des Erdnussanbaus zu verzeichnen mit zuletzt im Jahr 2017 915.000 Tonnen auf 9400 km². Damit nimmt Senegal noch immer mit Rang 9 einen Platz unter den zehn größten Erdnussproduzenten der Welt ein.
| Jahr | geerntete Fläche (in ha) | Erntemenge (in t) |
| ---- | ------------------------ | ----------------- |
| 1961 | 1.026.000                | 1.022.000         |
| 1962 | 1.015.000                | 1.022.000         |
| 1963 | 1.084.000                | 1.084.500         |
| 1964 | 1.055.000                | 1.019.000         |
| 1965 | 1.114.000                | 1.121.000         |
| 1966 | 1.116.710                | 1.000.000         |
| 1967 | 1.166.746                | 1.008.610         |
| 1968 | 1.195.117                | 836.800           |
| 1969 | 959.800                  | 796.100           |
| 1970 | 989.918                  | 589.950           |
| 1971 | 1.068.873                | 997.120           |
| 1972 | 1.086.732                | 586.900           |
| 1973 | 1.042.691                | 692.779           |
| 1974 | 1.152.100                | 980.200           |
| 1975 | 1.302.300                | 1.444.093         |
| 1976 | 1.346.000                | 1.231.500         |
| 1977 | 1.113.000                | 518.956           |
| 1978 | 1.178.000                | 1.061.082         |
| 1979 | 1.069.000                | 676.000           |
| 1980 | 1.074.742                | 523.003           |
| 1981 | 1.015.740                | 872.319           |
| 1982 | 1.147.723                | 1.004.023         |
| 1983 | 1.108.000                | 549.000           |
| 1984 | 872.972                  | 503.770           |
| 1985 | 604.573                  | 601.246           |
| 1986 | 807.728                  | 842.564           |
| 1987 | 845.338                  | 963.123           |
| 1988 | 903.438                  | 722.898           |
| 1989 | 784.059                  | 844.225           |
| 1990 | 913.948                  | 702.584           |
| 1991 | 871.614                  | 724.416           |
| 1992 | 956.780                  | 578.498           |
| 1993 | 739.031                  | 627.633           |
| 1994 | 892.031                  | 678.040           |
| 1995 | 841.384                  | 790.617           |
| 1996 | 919.815                  | 646.394           |
| 1997 | 788.120                  | 544.825           |
| 1998 | 555.464                  | 579.067           |
| 1999 | 916.847                  | 1.014.250         |
| 2000 | 1.095.390                | 1.061.540         |
| 2001 | 920.534                  | 887.356           |
| 2002 | 813.725                  | 260.723           |
| 2003 | 524.843                  | 440.709           |
| 2004 | 747.303                  | 602.621           |
| 2005 | 772.305                  | 703.373           |
| 2006 | 594.264                  | 460.481           |
| 2007 | 607.195                  | 331.195           |
| 2008 | 836.843                  | 731.210           |
| 2009 | 1.059.093                | 1.032.651         |
| 2010 | 1.195.573                | 1.286.856         |
| 2011 | 865.770                  | 527.528           |
| 2012 | 708.950                  | 692.572           |
| 2013 | 916.750                  | 677.456           |
| 2014 | 878.659                  | 669.329           |
| 2015 | 1.135.339                | 1.050.042         |
| 2016 | 880.000                  | 719.000           |
| 2017 | 940.000                  | 915.000           |